# Leskovac, Ulcinj
Leskovac este un sat din comuna Ulcinj, Muntenegru. Conform datelor de la recensământul din 2003, localitatea are 74 de locuitori (la recensământul din 1991 erau 99 de locuitori).

## Demografie
În satul Leskovac locuiesc 56 de persoane adulte, iar vârsta medie a populației este de 42,0 de ani (41,1 la bărbați și 42,9 la femei). În localitate sunt 14 gospodării, iar numărul mediu de membri în gospodărie este de 5,29.
|  |

| Demografie | Demografie | Demografie |
| An         | Locuitori  | Locuitori  |
| ---------- | ---------- | ---------- |
|            |            |            |
|            |            |            |
|            |            |            |
|            |            |            |
| 1948       | 106        |            |
| 1953       | 99         |            |
| 1961       | 105        |            |
| 1971       | 106        |            |
| 1981       | 96         |            |
| 1991       | 99         | 86         |
| 2003       | 94         | 74         |

| \| Componența etnică conform recensământului din 2003[2] \| Componența etnică conform recensământului din 2003[2] \| Componența etnică conform recensământului din 2003[2] \| Componența etnică conform recensământului din 2003[2] \| Componența etnică conform recensământului din 2003[2] \| \| ----------------------------------------------------- \| ----------------------------------------------------- \| ----------------------------------------------------- \| ----------------------------------------------------- \| ----------------------------------------------------- \| \| \| \| \| \| \| \| Muntenegreni \| Muntenegreni \| \| 74 \| 100% \| \| necunoscută \| necunoscută \| \| 0 \| 0% \| |              |  |    |      |
| Componența etnică conform recensământului din 2003 |              |  |    |      |
| |              |  |    |      |
| Muntenegreni | Muntenegreni |  | 74 | 100% |
| necunoscută | necunoscută  |  | 0  | 0%   |